# 小林栄 (政治家)
小林 栄（こばやし さかえ、1956年（昭和31年）1月18日 - ）は、日本の政治家、司法書士。茨城県結城市長（2期）。

## 来歴
茨城県古河市出身。明治大学法学部卒業。1984年（昭和59年）2月、小林司法書士事務所の所長となる。 結城青年会議所理事長を務めたのち、2003年（平成15年）5月から2005年（平成17年）5月まで茨城司法書士会副会長を務めた。
2006年（平成18年）12月、茨城県議会議員選挙に自由民主党公認で結城市から立候補したが、落選した。
2008年（平成20年）9月、結城市倫理法人会会長に就任。
2011年（平成23年）8月7日に行われた結城市長選挙に自民党とみんなの党の推薦を受けて立候補するも、前市議の前場文夫に128票差で破れ落選。
2019年（令和元年）6月21日、任期満了に伴う結城市長選挙に立候補する意向を表明。小林は自民党結城支部長の職にあったが、党の推薦を受けずに同年8月4日に行われた市長選に立候補。中村喜四郎衆議院議員系の元市議の中田松雄、現職の前場文夫、元職の平塚明らを破り初当選した。8月24日、市長就任。
2023年（令和5年）8月6日、任期満了に伴う結城市長選挙で元市議の大木作次、同じく元市議の会沢久男を破り再選。